# Gerdius iriomotensis
Gerdius iriomotensis là một loài tò vò trong họ Ichneumonidae.